# Pseudomecia lithoxylea
Pseudomecia lithoxylea là một loài bướm đêm trong họ Noctuidae.